# Старший десятник
Старший десятник — підстаршинське (унтерофіцерське) військове звання в Українській галицькій армії в 1919-1920 роках. 
Також відповідне звання присутнє в декількох інших країнах (Словенія). 

### Військове званняУкраїнської галицької армії(1919-1920)
Підстаршинське військове звання в Української Галицької Армії. Вище за рангом ніж десятник, але нижче за булавного десятника.Українська галицька армія була регулярною армією Західноукраїнської Народної Республіки. Знаки розрізнення були введені Державним секретаріатом військових справ (ДСВС) Західної області УНР 22 квітня 1919 року і являли собою комбінацію стрічок на рукавах однострою та "зубчатки" на комірах. У старшого десятника виглядали як одна середня срібна стрічка, на підкладці кольору відповідного до роду військ (наприклад сині для піхоти). Підстаршинська зубчатка (кольору роду військ), мала розміри 72×24 мм. 
| Нижче за рангом: Десятник | УГА Старший десятник | Вище за рангом: Булавний десятник |

## Військове званнявслов’янських країнах

### Словенія
В сучасних Збройних силах Словенії існує військове звання наддесятник яке відноситься до солдатського складу (словен. Vojaki). Словенський наддесятник має за знаки розрізнення є три взаємозв'язані плитки, широка п’ятикутна з зображенням листа липи вище якої дві вузькі кутові. Наддесятник нижче за рангом від водника, та вище від десятника.